# Tôn Nghị
Tôn Nghị (giản thể: 遵义; phồn thể: 遵義; bính âm: ZūnYì) Hán-Việt: Tôn Nghị thị là một địa cấp thị ở tỉnh Quý Châu của Trung Quốc. Dân số địa cấp thị là 7 triệu người. Địa cấp thị này được chia ra 14 đơn vị cấp huyện